# Conjunto Megalítico de Outeiro de Gregos

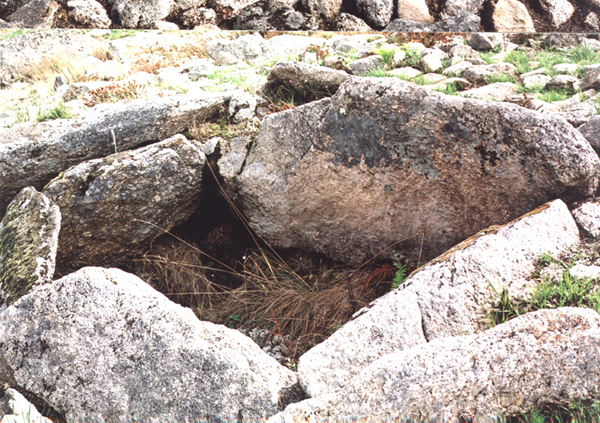
A câmara da Mamoa 1 é constituída por lajes tombadas, dispostas segundo o seu lado maior

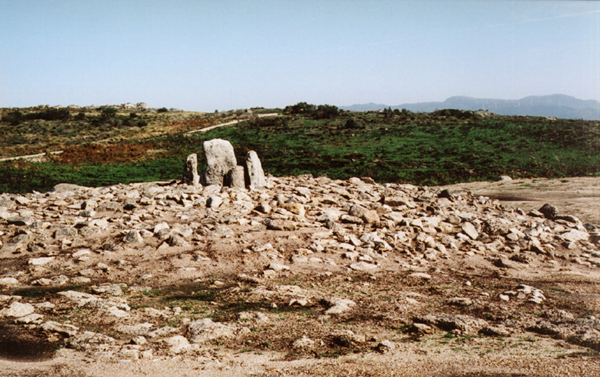
Mamoa 2 de Outeiro de Gregos

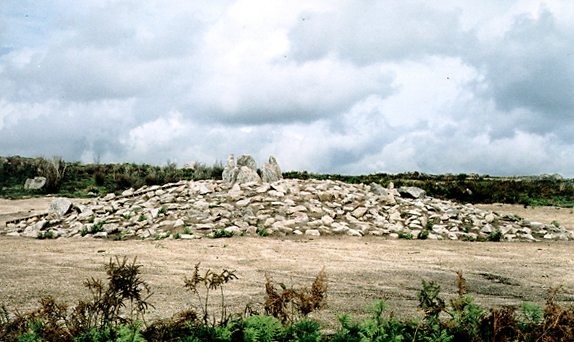
Mamoa 3 de Outeiro de Gregos

O Conjunto Megalítico de Outeiro de Gregos situa-se numa área de acumulação de sedimentos transportados por águas de escorrência designada por Chã de Outeiro de Gregos, na Serra da Aboboreira, na freguesia atual de Campelo e Ovil, no Município de Baião, no norte de Portugal.
Nesta chã encontram-se monumentos de características diferentes, que se pensa terem sido construídos em épocas distintas:
- Mamoa 1 – cista megalítica (2300-1900 AC)
- Mamoas 2 e 3 –  dólmenes fechados (4450-3700 AC, datas calibradas)
- Mamoa 4 - sepulcro ortostático (3200-2700 AC)
- Mamoa 5 - um «cairn» (mamoa feita só com pedras) (depois de 1900 AC)

## Mamoa 1
Trata-se de uma cista megalítica cuja área sepulcral é delimitada por um círculo lítico inserido num «cairn». A câmara é constituída por lajes tombadas, dispostas segundo o seu lado maior, e contrafortadas por outras lajes do mesmo tipo. Na base da câmara, foi encontrada uma peça de arame de prata em forma de espiral (característica da primeira fase do Bronze Antigo). Em torno da mamoa propriamente dita, há um lajeado horizontal com cerca de 2,40 m de extensão, feito de pequenas lajes ou blocos encostados uns aos outros, constituindo como que um pavimento irregular de pouca espessura, deixando numerosos pequenos interstícios, preenchidos com terra, entre os elementos que o constituem. Este lajeado parece ter tido apenas por função a demarcação simbólica do espaço sepulcral em relação ao espaço natural envolvente. (Esta mamoa, que não é tão facilmente visível a partir do estradão como as mamoas 2 e 3, está do lado oposto à Mamoa 2, em relação ao estradão).

## Mamoa 2
É uma mamoa em terra, revestida por uma couraça constituída por um imbricado compacto de pedras que na periferia se arqueia até à rocha de base, por forma a encerrar o tumulus num invólucro lítico protector. É genericamente circular, de 15 metros de diâmetro, e apresenta um dólmen, com toda a probabilidade fechado, de câmara poligonal, com um espaço interno diminuto, com cinco esteios verticais, que se pensa terem sido originalmente oito. Sob uma das lajes, encontrou-se um fragmento cerâmico (conta de colar). Desde 2007, esta mamoa é facilmente visível a partir do estradão.

## Mamoa 3
É uma mamoa subcircular, de 12 metros de diâmetro, feita em terras, revestida por uma couraça, havendo indícios de um possível círculo lítico de contenção. A câmara é um dólmen simples fechado com 7 esteios, com um espaço interno diminuto, e de altura máxima 1,9 metros.

## Mamoa 4
É uma mamoa subcircular pequena e muito baixa, com revestimento pétreo quase horizontal. É em terras e pedras e tem cerca de 9 metros de diâmetro e 0,2 metros de altura. A câmara é um sepulcro ortostático (com lajes verticias) e lembra já as cistas megalíticas. Parece ser de inumação individual e evidenciar um posicionamento mais discreto no terreno, com a utilização da área periférica das chã, na proximidade de outros monumentos mais antigos, e reduzida ou nula monumentalidade.

## Mamoa 5
É uma mamoa baixa, constituída por uma camada de terras recoberta por uma aglomeração de pedras, formando um «cairn» baixo (0,6 m), com um diâmetro médio de 10 m. Não tem uma estrutura central (sem câmara).